# هاليد

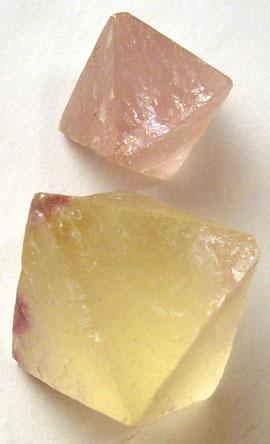

الهاليد في الكيمياء هي مركبات كيميائية ثنائية، ترتبط فيها ذرة هالوجين مع عنصر أقل كهرسلبية من الهالوجين. يطلق اسم الهاليدات على كل من أملاح الفلوريد والكلوريد والبروميد واليوديد بالإضافة إلى الأستاتيد، كما يطلق اسم الهاليد على الأيون الحامل للشحنة السالبة في هذه المركبات، أي - F و - Cl و - Br و - I.
فعلى سبيل المثال تشكل عناصر الفلزات القلوية مركبات الهاليدات والتي تكون عبارة عن مركبات صلبة بيضاء عند درجة حرارة الغرفة، مثل كلوريد الصوديوم وبروميد البوتاسيوم وغيرها.

## تصنيف
تصنف الهاليدات حسب نوع الرابطة الكيميائية فيها إلى:
- هاليدات أيونية: وهي هاليدات تكون الرابطة الأيونية هي السائدة فيها، وذلك نتيجة الفرق الكبير في الكهرسلبية بين العناصر المركبة للهاليد، كما في ملح كلوريد الصوديوم على سبيل المثال.
- هاليدات تساهمية: وهي هاليدات تكون الرابطة التساهمية هي السائدة فيها، وذلك لأن فرق الكهرسلبية ليس كبيرا بين العناصر المكونة للهاليد، ولكن على الرغم من ذلك تظهر نوعاً من استقطاب الشحنة. من الأمثلة على هذه المركبات كل من هاليدات الهيدروجين مثل كلوريد الهيدروجين، كذلك المركبات بين الهالوجينية.
- هاليدات معقدة: والتي تكون فيها أيونات الهاليد عبارة عن ربيطات في بنية المعقد مثل 2−[PtCl4].

## الكشف
يكشف عن هاليدات الكلور والبروم واليود في المحاليل المائية بإضافة نترات الفضة إلى الوسط بعد التحميض بحمض النتريك. فعلى سبيل المثال يترسب كلوريد الفضة من تفاعل محاليل نترات الفضة مع كلوريد الصوديوم حسب المعادلة:
{\displaystyle \mathrm {NaCl_{\ (aq)}+AgNO_{3\ (aq)}\longrightarrow Na^{+}+NO_{3}^{-}+AgCl_{\ (s)}\downarrow } }
تختلف هاليدات الفضة عن بعضها في خواصها، فمركب فلوريد الفضة منحل، أما كلوريد الفضة فراسب أبيض، في حين أن بروميد الفضة له لون أصفر شاحب، ويوديد الفضة له لون أصفر مخضر.